# Pravice

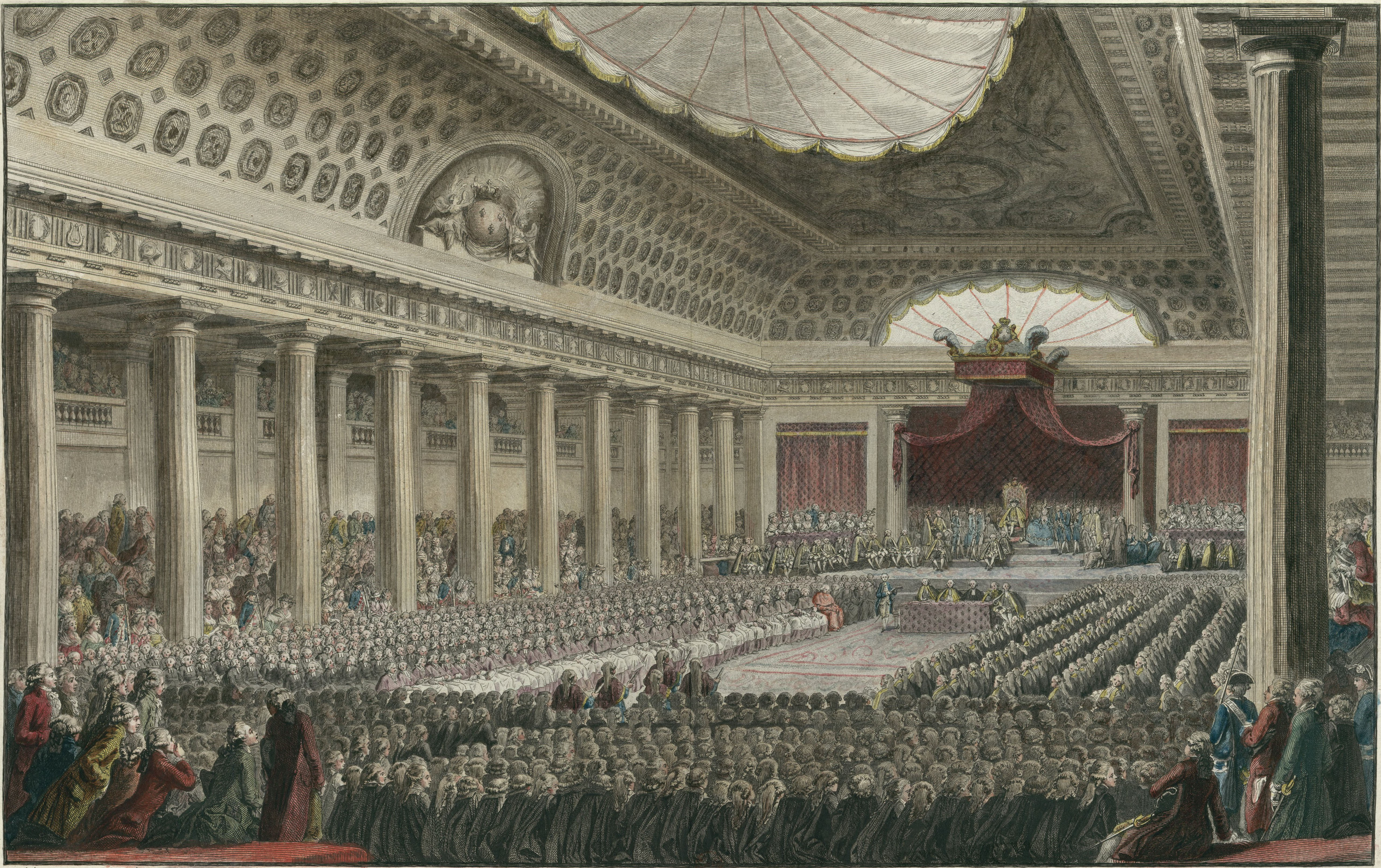
Počátky pojmu pravice sahají do období Velké francouzské revoluce, kdy zastánci starého řádu (reakční a monarchističtí aristokraté – Feuillanti) při jednání generálních stavů zasedali napravo od předsedajícího.

Pravice je zastřešující označení pro řadu politických ideologií, které považují určitou společenskou hierarchii za nevyhnutelnou, přirozenou, normální nebo žádoucí. Tyto postoje obvykle vychází z představ o přirozeném právu, ekonomii, autoritě, vlastnictví, náboženství, biologii nebo tradicích. Hierarchie a nerovnost mohou být považovány za přirozený výsledek tradičních společenských rozdílů nebo konkurence v tržním hospodářství.
Pravicová politika je považována za protipól levicové politiky a levo-pravé politické spektrum je nejběžnějším politickým spektrem. Pravice zahrnuje sociální a fiskální konzervativce a také pravicové libertariány. Termíny „pravice“ a „pravicový“ se různě používají jako pochvalné nebo pejorativní výrazy označující neoliberální, konzervativní a fašistické ekonomické a sociální ideje.
Pojmy pravice a levice vznikly na konci 18. století v období Velké francouzské revoluce, kde při jednání generálních stavů zasedali zastánci starého řádu (reakční a monarchističtí aristokraté – Feuillanti) napravo, přívrženci nového řádu (třetí stav a radikálové – Montagnardi) nalevo a nevyhranění uprostřed.
Mezi českou laickou veřejností dochází k častému nepochopení pojmu pravice, které spočívá v jeho ztotožnění s definicí pravicového liberalismu (tedy snahou o menší stát, podporu podnikání a nízké daně). V tomto laickém pojetí, které vychází z české politické situace v 90. letech, tak dochází k redukci pojmů pravice a levice ryze na ekonomický program. Již v době vzniku uvedeného dělení byl však klíčový jak ekonomický, tak zároveň kulturní rozměr; v posledních desetiletích je pak ve světě mnohem důležitější právě rozměr kulturní, zatímco k ekonomickému se již tolik nepřihlíží.

## Pozice
Následující postoje jsou obvykle spojovány s pravicovou politikou.

### Sociální stratifikace

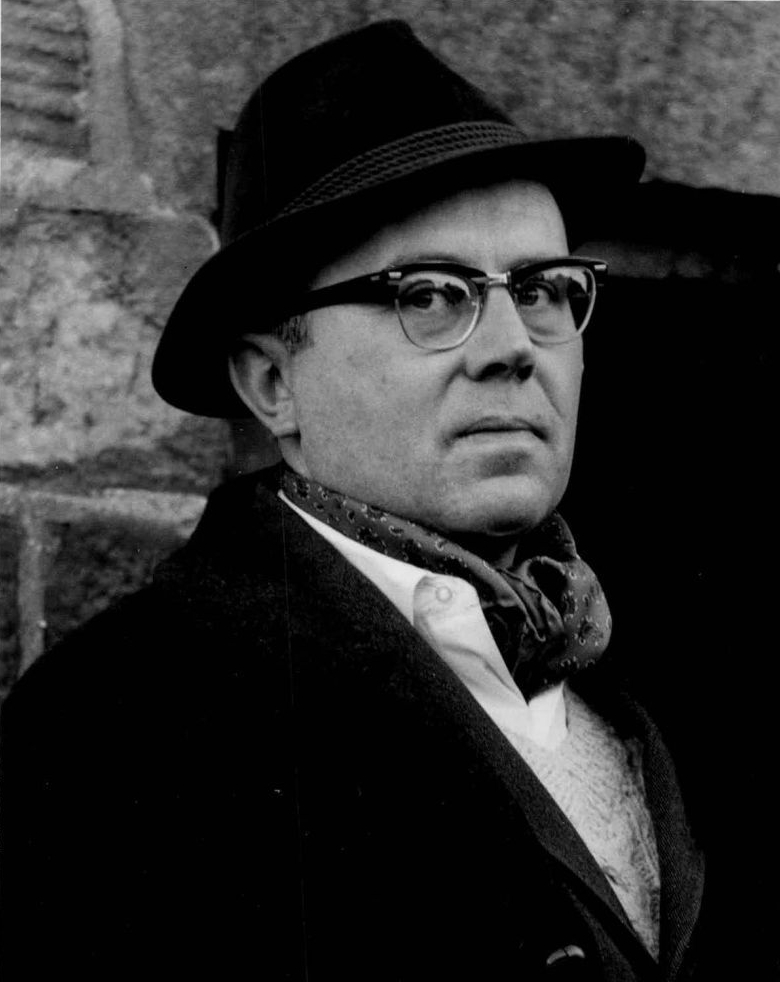
Russell Kirk, 1963

Pravicová politika zahrnuje v různé míře odmítání některých rovnostářských cílů levicové politiky a tvrdí, že sociální či ekonomická nerovnost je přirozená a nevyhnutelná nebo že je pro společnost prospěšná. Pravicové ideologie a hnutí se zasazují o společenský řád. Původní francouzská pravice se nazývala „strana pořádku“ a zastávala názor, že Francie potřebuje silného politického vůdce, který by udržoval pořádek.
Konzervativní britský badatel R. J. White, který odmítá rovnostářství, napsal: „Lidé jsou si rovni před Bohem a zákony, ale nerovni ve všem ostatním; hierarchie je řádem přírody a privilegia jsou odměnou za čestnou službu.“ Americký konzervativec Russell Kirk rovněž odmítl rovnostářství jako vnucování stejnosti a prohlásil: „Lidé jsou stvořeni různí a vláda, která tento zákon ignoruje, se stává vládou nespravedlivou, protože obětuje ušlechtilost průměrnosti.“ Kirk považoval za jeden z „kánonů“ konzervatismu zásadu, že „civilizovaná společnost vyžaduje řády a třídy.“ Italský badatel Norberto Bobbio tvrdil, že pravice je ve srovnání s levicí nerovnostářská, neboť rovnost je podle něj relativní, nikoli absolutní pojem.
Pravicoví libertariáni odmítají kolektivní nebo státem vnucenou rovnost, protože podle nich podkopává odměnu za osobní zásluhy, iniciativu a podnikavost. Takto vnucená rovnost je podle nich nespravedlivá, omezuje osobní svobodu a vede ke společenské uniformitě a průměrnosti.
Podle názoru filozofa Jasona Stanleyho v knize How Fascism Works (Jak funguje fašismus) je „politika hierarchie“ jedním z charakteristických znaků fašismu, který odkazuje na „slavnou minulost“, v níž příslušníci právem dominantní skupiny seděli na vrcholu hierarchie, a snaží se tento stav obnovit.

### Korporativismus a kapitalismus

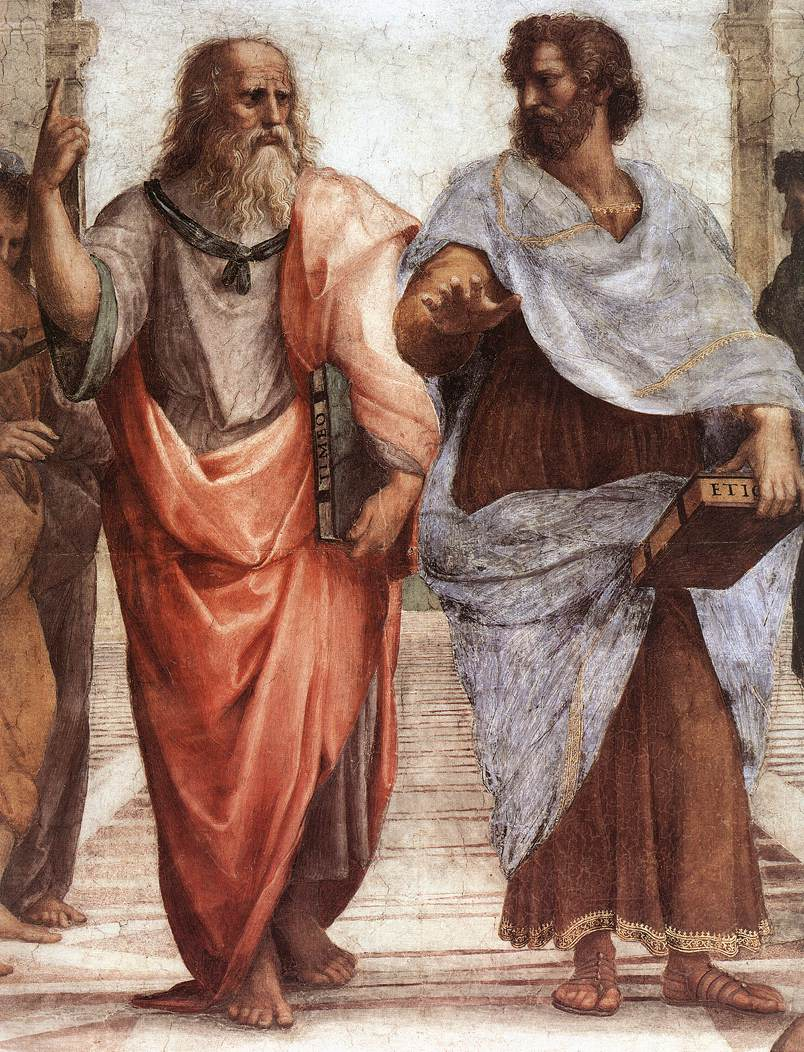
Platón (vlevo) a Aristotelés (vpravo)

Rané formy korporativismu se vyvinuly v klasickém Řecku a používaly se ve starověkém Římě. Platón rozvinul myšlenky totalitních a komunitárních korporativistických systémů přirozeně založených tříd a společenských hierarchií. Ty by byly organizovány na základě funkcí tak, že by skupiny spolupracovaly s cílem dosáhnout společenské harmonie tím, že by zdůrazňovaly zájmy kolektivů nad zájmy jednotlivců. Korporativismus jako politická ideologie prosazuje organizaci společnosti korporativními skupinami (například zemědělskými, dělnickými, vojenskými, vědeckými nebo cechovními sdruženími) na základě jejich společných zájmů.
Po úpadku Západořímské říše se korporativismus omezil na náboženské řády a na myšlenku křesťanského bratrství, zejména v souvislosti s hospodářskými transakcemi. Od vrcholného středověku se korporativistické organizace v Evropě stávaly stále běžnějšími, včetně takových skupin, jako jsou náboženské řády, kláštery, bratrstva, vojenské řády (například templáři a Teutonský řád), vzdělávací organizace (vznikající univerzity a učené společnosti), statutární města a především cechovní systém, který ovládal ekonomiku populačních center v Evropě.
V porevoluční Francii bojovala pravice proti rostoucí moci těch, kteří zbohatli díky obchodu, a snažila se zachovat práva dědičné šlechty. Nebyli spokojeni s kapitalismem, osvícenstvím, individualismem a industrialismem a bojovali za zachování tradiční společenské hierarchie a institucí. V evropských dějinách existovala silná kolektivistická pravicová hnutí, například v sociální katolické pravici, která projevovala nepřátelství vůči všem formám liberalismu (včetně ekonomického liberalismu) a historicky prosazovala paternalistickou třídní harmonii zahrnující organicko-hierarchickou společnost, kde jsou chráněni pracující, zatímco třídní hierarchie zůstává zachována.
V devatenáctém století se pravice v některých evropských zemích (zejména ve Velké Británii) posunula k podpoře nově zbohatlých a místo upřednostňování šlechty před průmyslníky upřednostňovala kapitalisty před dělnickou třídou. Jiná pravicová hnutí (například karlismus ve Španělsku a nacionalistická hnutí ve Francii, Německu a Rusku) zůstala nepřátelská vůči kapitalismu a industrialismu. Nicméně několik pravicových hnutí (zejména francouzská Nouvelle Droite, CasaPound a americký paleokonzervatismus) se často staví do opozice vůči kapitalistické etice a jejím dopadům na společnost. Tyto síly vidí v kapitalismu a industrialismu narušení nebo rozklad společenských tradic či hierarchií, které jsou pro společenský řád nezbytné.
V moderní době se pro označení laissez-faire kapitalismu někdy používá výraz „pravicový“. V Evropě uzavírali kapitalisté spojenectví s pravicí během svých konfliktů s dělníky po roce 1848. Ve Francii lze podporu kapitalismu ze strany pravice vysledovat až do konce 19. století. Takzvaná neoliberální pravice, kterou zpopularizovali americký prezident Ronald Reagan a britská premiérka Margaret Thatcherová, kombinuje podporu volného trhu, privatizace a deregulace s tradiční pravicovou podporou společenského konformismu. Pravicový libertarianismus (někdy označovaný jako libertariánský konzervatismus nebo konzervativní libertarianismus) podporuje decentralizovanou ekonomiku založenou na ekonomické svobodě a za nejdůležitější druhy svobody považuje vlastnická práva, volný trh a svobodný obchod. Politický teoretik Russell Kirk se domníval, že svoboda a vlastnická práva jsou vzájemně propojeny.

### Přirozené právo a tradicionalismus
Pravicová politika obvykle obhajuje hierarchickou společnost založenou na přirozeném právu nebo tradici.
Tradicionalismus prosazovala skupina univerzitních profesorů ve Spojených státech (v populárním tisku označovaná jako „noví konzervativci“), kteří odmítali koncepty individualismu, liberalismu, modernity a společenského pokroku. Místo toho se snažili prosazovat to, co označovali za kulturní a vzdělanostní obnovu. Chtěli oživit zájem o koncepty, které tradicionalisté vnímali jako pravdy přetrvávající od věků k věkům vedle základních institucí západní společnosti, jako jsou církev, rodina, stát a podnikání.

### Náboženství

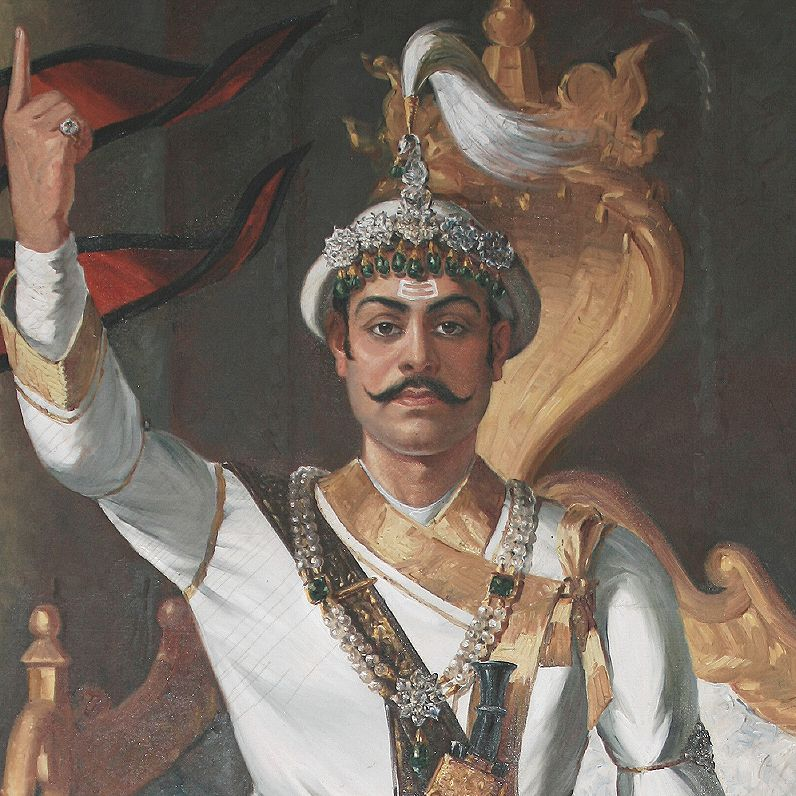
Mahárádžadhirádža Prithví Nárájan Šáh (1723-1775), nepálský král, propagoval ideály hinduistického textu Dharmaśāstra jako vládnoucí ideologii svého království.

Filozof a diplomat Joseph de Maistre obhajoval nepřímou autoritu papeže ve světských záležitostech. Podle Maistra se pouze vlády založené na křesťanských ústavách (které byly implicitně obsaženy ve zvycích a institucích všech evropských společností, zejména katolických evropských monarchií) mohly vyhnout nepořádkům a krveprolití, které následovaly po realizaci racionalistických politických programů, jako byl chaos, k němuž došlo během Francouzské revoluce. Někteří preláti anglikánské církve (založené Jindřichem VIII. a v jejímž čele stojí současný panovník) mají svá křesla ve Sněmovně lordů (jako lordi duchovní), ale jsou považováni za politicky neutrální, nikoli za specificky pravicové či levicové.
Americká pravicová média se staví proti nemanželskému sexu a manželství stejnopohlavních párů a někdy odmítají vědecké postoje k evoluci a dalším otázkám, v nichž věda zpravidla nesouhlasí s Biblí.
Termín rodinné hodnoty používají pravicové strany (například Republikánská strana ve Spojených státech, strana Family First v Austrálii, Konzervativní strana ve Spojeném království a Indická lidová strana v Indii) k označení podpory tradičních rodin a odporu ke změnám, které moderní svět vnesl do způsobu života rodin. Příznivci „rodinných hodnot“ mohou být proti potratům, eutanazii a antikoncepci.
Co se týče pravice mimo západní svět, jejím příkladem je například hinduistické nacionalistické hnutí. To přitahuje privilegované skupiny, které se obávají narušení svého dominantního postavení, stejně jako „plebejské“ a chudší skupiny, které usilují o uznání na základě kolektivistické rétoriky o kulturní hrdosti, řádu a národní síly.
Meir Kahane prosazoval, aby byl Izrael teokratickým státem, kde nežidé nemají volební právo, a krajně pravicová Lehava striktně vystupuje proti asimilaci Židů a přítomnosti křesťanů v Izraeli. Židovská obranná liga ve Spojených státech byla v roce 2001 FBI klasifikována jako „pravicová teroristická skupina“.
Za pravicové bylo označeno i mnoho islamistických skupin, včetně Velké strany jednoty v Turecku a Sdružení bojovných duchovních či Islámské společnosti inženýrů v Íránu.

### Nacionalismus
Ve Francii byl nacionalismus původně levicovou a republikánskou ideologií. Po období boulangisme a Dreyfusově aféře se nacionalismus stal rysem pravice. Pravicoví nacionalisté se snažili definovat a bránit „pravou“ národní identitu před prvky, které ji podle nich poškozovaly. Někteří z nich byli zastánci rasové nadřazenosti, kteří v souladu s vědeckým rasismem a sociálním darwinismem aplikovali na národy a rasy koncept „přežití nejsilnějších“.
Pravicový nacionalismus byl ovlivněn romantickým nacionalismem, v němž stát odvozuje svou politickou legitimitu z organické jednoty těch, kterým vládne. To obecně zahrnuje jazyk, rasu, kulturu, náboženství a zvyky národa, které se „zrodily“ v jeho kultuře. S pravicovým nacionalismem souvisí kulturní konzervatismus, který podporuje zachování dědictví národa nebo kultury a odchylky od kulturních norem často považuje za existenční hrozbu.
V 21. století se po skončení studené války v západním světě dostal do popředí neo-nacionalismus. Obvykle je spojován s kulturním konzervatismem, populismem, antiglobalismem a nativismem a staví se proti imigraci. Tato ideologie považuje za určující pro příslušnost k národu spíše historické asociace než rasové koncepty.

### Populismus

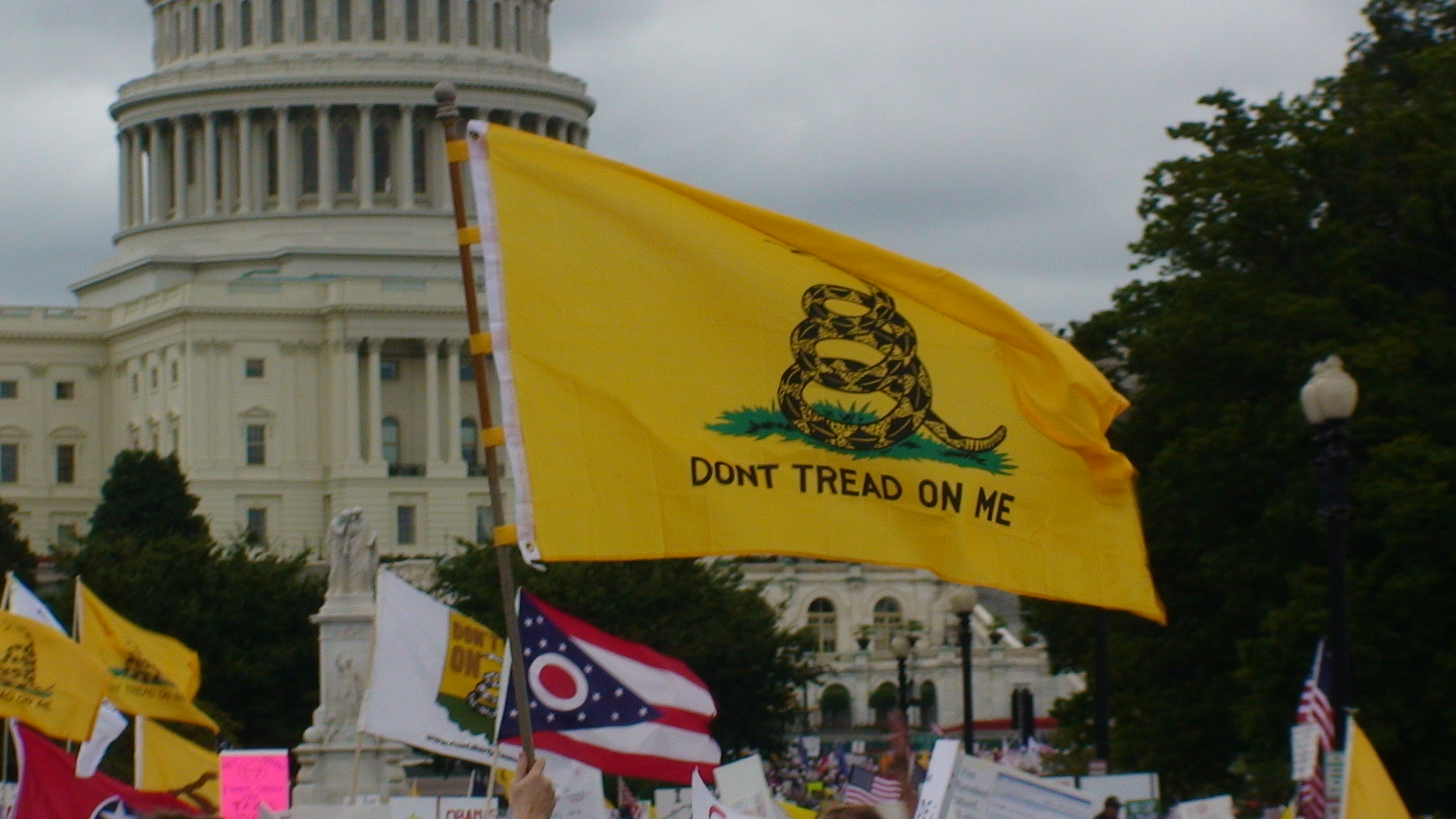
Vlajka Don't Tread on Me (používaná hnutím Tea Party) vlající před budovou Kapitolu USA v roce 2009.

Pravicový populismus je kombinací nacionalismu a antielitářství a využívá populistickou rétoriku ke kritice stávajících politických institucí. Podle Margaret Canovanové je pravicový populista „charismatický vůdce, který používá taktiku populismu, aby obešel politiky a intelektuální elity a apeloval na reakční nálady obyvatelstva, přičemž často používá referenda pro podporu svého tvrzení, že mluví jménem lidu“.
V Evropě má pravicový populismus často podobu nedůvěry k Evropské unii a politikům obecně v kombinaci s protiimigrační rétorikou a voláním po návratu k tradičním a národním hodnotám. Daniel Stockemer uvádí, že radikální pravice se „zaměřuje na imigranty jako na hrozbu pro zaměstnanost, bezpečnost a kulturní soudržnost“.
Ve Spojených státech hnutí Tea Party uvedlo, že základními přesvědčeními pro členství jsou nadřazenost individuálních svobod definovaných Ústavou Spojených států, preference malé federální vlády a respekt k právnímu státu. Mezi některé politické postoje patřil odpor k nelegální imigraci a podpora silných národních ozbrojených sil, právo na individuální vlastnictví zbraní, snížení daní, omezení vládních výdajů a vyrovnání rozpočtu.
V Indonésii má islámský populismus významný vliv na pravicovou politiku. Je tomu tak především díky historickému kontextu, který měly islámské organizace v 60. letech 20. století při ničení Komunistické strany Indonésie. Ačkoliv strana přijímá demokratické procesy s neoliberálním tržním hospodářstvím, sociálně pluralitní postoje nejsou nutně přijímány. Islámský populismus v Indonésii posílil svůj vliv v roce 1998 po pádu Suhartova autoritářského režimu. Islámský populismus v Indonésii má podobné vlastnosti s islámskými populistickými režimy jako na Blízkém východě, v Turecku a severní Africe (region MENA). Důraz na sociální spravedlnost, pluralismus, rovnost a progresivní programy by mohl být potenciálně mobilizován islámskými kulturními zdroji.
V Indii se příznivci Indické lidové strany (BJP) hlásí k autoritářským, nativistickým a populistickým myšlenkám více než ostatní občané Indie. Pod vedením Naréndry Módího z BJP je populismus hlavní součástí ideologie strany. Hlavní populistickou myšlenkou je, že obyčejní, „dobří“ jedinci jsou neustále napadáni „špatnými“ politickými silami, médii apod. Od doby, kdy se Naréndra Módí stal vůdcem BJP, je tato strana stále více popisovaná jako strana radikálně pravicového populismu; tradičně však byla vnímána jako hinduistická nacionalistická strana.

### Antikomunismus

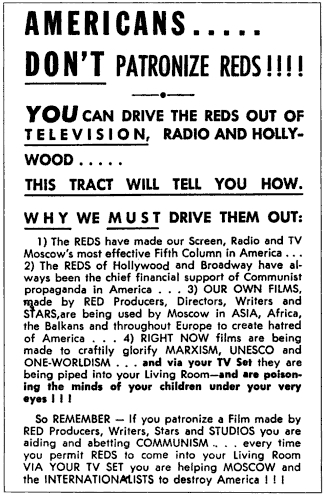
Americká antikomunistická propaganda 50. let, konkrétně zaměřená na zábavní průmysl.

Dřívější komunisté používali termín „pravicový“ ve vztahu ke konzervativcům, přičemž konzervativce řadili napravo, liberály do středu a komunisty nalevo. Jak konzervativci, tak liberálové byli silně antikomunističtí, i když antikomunismus konzervativců je mnohem silnější než liberálů. Antikomunisty mohou být z různých důvodů zároveň také socialisté, včetně sociálních demokratů či demokratických socialistů (jako byl například George Orwell). Spojení termínu pravice s antikomunismem je tedy komplikované.
Raná marxistická hnutí byla v konfliktu s tradičními monarchiemi, které v té době vládly na většině evropského kontinentu. Mnohé evropské monarchie zakazovaly veřejné vyjadřování komunistických názorů. Komunistický manifest začal slovy „Evropou obchází strašidlo – strašidlo komunismu“, a prohlašoval, že se monarchové obávají o své trůny. Obhajoba komunismu byla nezákonná v Ruském impériu, Německém císařství a Rakousku-Uhersku, třech nejmocnějších monarchiích kontinentální Evropy před první světovou válkou. Mnozí monarchisté (s výjimkou konstitučních monarchistů) považovali nerovnost v bohatství a politické moci za důsledek božského přirozeného řádu. Boj mezi monarchisty a komunisty byl často popisován jako boj mezi pravicí a levicí.
Do první světové války bylo ve většině evropských monarchií božské právo králů zdiskreditováno a nahrazeno liberálními a nacionalistickými hnutími. Většina evropských monarchů se stala pouhými reprezentativními figurkami nebo předala část moci voleným vládám. Nejkonzervativnější evropskou monarchii, Ruské impérium, nahradil komunistický Sovětský svaz. Ruská revoluce inspirovala řadu dalších komunistických revolucí v celé Evropě v letech 1917–1923. Mnohé z nich, jako například německá revoluce, byly poraženy nacionalistickými a monarchistickými vojenskými jednotkami. V tomto období začal být nacionalismus považován za pravicový, zejména pokud se stavěl proti internacionalismu komunistů.
Ve 20. a 30. letech 20. století došlo k úpadku tradiční pravicové politiky. Plášť konzervativního antikomunismu převzala na jedné straně sílící fašistická hnutí a na straně druhé Amerikou inspirovaní liberální konzervativci. Když se po celém světě začaly objevovat komunistické skupiny a politické strany, jejich protivníky byly obvykle koloniální úřady a termín pravice se začal používat pro kolonialismus.
Po druhé světové válce se komunismus stal globálním fenoménem a antikomunismus se stal nedílnou součástí domácí i zahraniční politiky Spojených států a jejich spojenců v NATO. Konzervatismus v poválečném období opustil své monarchistické a aristokratické kořeny a místo toho se zaměřil na vlastenectví, náboženské hodnoty a nacionalismus. Během studené války se postkoloniální vlády v Asii, Africe a Latinské Americe obracely na Spojené státy s žádostí o politickou a ekonomickou podporu. Komunisté byli také nepřáteli kapitalismu a vykreslovali Wall Street jako utlačovatele mas. Spojené státy učinily z boje proti komunismu hlavní prioritu své zahraniční politiky a mnoho amerických konzervativců se snažilo bojovat proti tomu, co považovali za domácí komunistický vliv. To vedlo k přijetí vnitrostátních politik, které jsou souhrnně známé pod pojmem mccarthismus. Liberálové i konzervativci byli antikomunističtí. Stoupenci senátora Josepha McCarthyho však byli označováni za pravici; lidé na pravici zase označovali liberály, kteří upřednostňovali svobodu projevu (a to i pro komunisty) za levici.

## Typy
Význam pojmu pravice se „liší v různých společnostech, historických epochách, politických systémech a ideologiích“. Podle The Concise Oxford Dictionary of Politics se v liberálních demokraciích politická pravice staví proti socialismu a sociální demokracii. Mezi pravicové strany patří konzervativci, křesťanští demokraté, klasičtí liberálové a nacionalisté, ale i fašisté na krajní pravici.
Britští akademici Noël O'Sullivan a Roger Eatwell dělí pravici na pět typů: reakční, umírněnou, radikální, extrémní a novou. Chip Berlet napsal, že každý z těchto „myšlenkových stylů“ je „odpovědí na levici“, včetně liberalismu a socialismu, které vznikly po Velké francouzské revoluci v roce 1789.
- Reakční pravice se obrací do minulosti a je „aristokratická, náboženská a autoritářská“.[73]
- Umírněná pravice, pro niž jsou typické spisy Edmunda Burka, je tolerantní ke změnám, pokud jsou postupné, a akceptuje některé aspekty liberalismu, včetně právního státu a kapitalismu, ačkoli radikální laissez-faire a individualismus považuje za škodlivé pro společnost. Umírněná pravice často prosazuje nacionalismus a sociální politiku.[74]
- Radikální pravice je popisný termín, který vznikl po druhé světové válce a používal se pro skupiny a ideologie jako mccarthismus, John Birch Society, thatcherismus a Republikánská strana. Eatwell zdůrazňuje, že toto užití termínu má „velké typologické problémy“, protože „byl aplikován i na jasně demokratický vývoj“.[75] Radikální pravice zahrnuje pravicový populismus a různé další podtypy.[73]
- Krajní pravice má čtyři rysy: „1) antidemokracie, 2) ultranacionalismus, 3) rasismus a 4) silný stát".[76]
- Novou pravici tvoří liberální konzervativci, kteří v ekonomických otázkách zdůrazňují malý stát, volný trh a iniciativu jednotlivce.[77]

Jiní autoři rozlišují středopravici a krajní pravici.
- Strany pravého středu obecně podporují liberální demokracii, kapitalismus, tržní hospodářství (i když mohou akceptovat vládní regulaci za účelem kontroly monopolů), práva na soukromé vlastnictví a omezený sociální stát (například státní zajištění vzdělání a lékařské péče). Podporují konzervatismus a ekonomický liberalismus a jsou proti socialismu a komunismu.
- Naproti tomu výraz krajní pravice se používá k označení těch, kteří jsou příznivci absolutistické vlády, která využívá státní moc k podpoře dominantní etnické skupiny nebo náboženství a kriminalizaci jiných etnických skupin nebo náboženství.[79][80][81][82][83] Typickými příklady vůdců, na které se často vztahuje označení krajní pravice, jsou například Francisco Franco ve Španělsku, Benito Mussolini v Itálii, Adolf Hitler v nacistickém Německu, Augusto Pinochet v Chile a Jorge Rafael Videla v Argentině.[84][85][58][86][87][88]

## Historie
Podle knihy The Cambridge History of Twentieth-Century Political Thought prošla pravice pěti různými historickými etapami:
- Reakční pravice usilovala o návrat k aristokracii a etablovanému náboženství.
- Umírněná pravice nedůvěřovala intelektuálům a usilovala o omezenou vládu.
- Radikální pravice upřednostňovala romantickou a agresivní formu nacionalismu.
- Krajní pravice navrhovala protiimigrační politiku a skrytý rasismus.
- Neoliberální pravice se snažila spojit tržní hospodářství a ekonomickou deregulaci s tradičním pravicovým přesvědčením o vlastenectví, elitářství a právu a pořádku.[10]

Politické termíny levice a pravice byly poprvé použity v 18. století během Velké francouzské revoluce s odkazem na zasedací pořádek francouzského parlamentu. Ti, kdo seděli napravo od křesla předsedajícího (le président), byli obecně podporovatelé institucí monarchistického Starého režimu. Původní „pravice“ ve Francii vznikla jako reakce na „levici“ a zahrnovala příznivce hierarchie, tradice a klerikalismu.:s.693 Výraz pravice (la droite) se pak začal více používat pro ultraroyalisty po obnovení monarchie v roce 1815.
Od 30. do 80. let 19. století se společenská třídní struktura a ekonomika západního světa posunuly od šlechty a aristokracie ke kapitalismu. Tento posun ovlivnil středopravicová hnutí, jako byla britská Konzervativní strana, která reagovala podporou kapitalismu.
Obyvatelé anglicky mluvících zemí nepoužívali pro svou politiku pojmy pravice a levice až do 20. století. Termín pravice se původně používal pro tradiční konzervativce, monarchisty a reakcionáře; revize, k níž došlo někdy mezi 20. a 50. lety 20. století, považuje krajní pravici za označení fašismu, nacismu a rasové nadřazenosti.
Pravicové režimy byly v Evropě běžné v meziválečném období 1919-1938.[zdroj?]

## Vývoj v různých zemích

### Francie
Politický termín pravice byl poprvé použit během Velké francouzské revoluce, kdy liberální poslanci třetího stavu seděli zpravidla nalevo od předsednického křesla, což byl zvyk, který se začal používat v generálních stavech roku 1789. Šlechta, příslušníci druhého stavu, seděla zpravidla napravo. V následných zákonodárných shromážděních byli monarchisté, kteří podporovali starý režim, běžně označováni jako pravičáci, protože seděli na pravé straně. Významnou osobností pravice byl Joseph de Maistre, který prosazoval autoritářskou formu konzervatismu.
V celé Francii 19. století byla hlavní linie rozdělující levici a pravici mezi stoupence republiky (často sekularisté) a stoupence monarchie (často katolíci). Na pravici zastávali kontrarevoluční názory legitimisté a ultraroyalisté, zatímco orleanisté doufali ve vytvoření konstituční monarchie pod jimi preferovanou větví královské rodiny, což se po červencové revoluci v roce 1830 nakrátko stalo skutečností.
Středopravicoví gaullisté ve Francii po druhé světové válce prosazovali značné sociální výdaje na vzdělávání a rozvoj infrastruktury a rozsáhlou regulaci ekonomiky, ale omezovali opatření na přerozdělování bohatství, která byla charakteristická pro sociální demokracii.[zdroj?]

### Maďarsko
Dominanci politické pravice v meziválečném Maďarsku po pádu krátkého komunistického režimu popsal historik István Deák:
V letech 1919-1944 bylo Maďarsko pravicovou zemí. Jeho vlády, které vyrostly z kontrarevolučního dědictví, prosazovaly „nacionalistickou křesťanskou“ politiku, vychvalovaly hrdinství, víru a jednotu, pohrdaly Velkou francouzskou revolucí a odmítaly liberální a socialistické ideologie 19. století. Jeho tehdejší vlády považovaly Maďarsko za hráz proti bolševismu a jeho nástrojům: socialismu, kosmopolitismu a svobodnému zednářství. Vládla malá klika aristokratů, státních úředníků a armádních důstojníků, kteří adorovali hlavu státu, kontrarevolucionáře admirála Horthyho.

### Spojené království

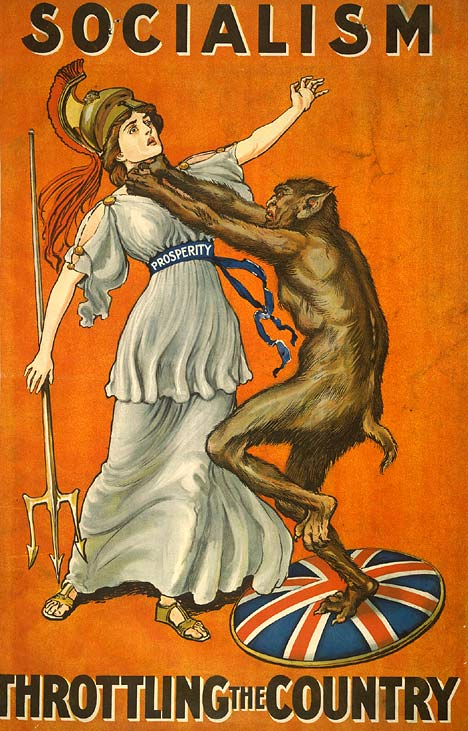
Plakát Konzervativní strany z roku 1909.

V britské politice se termíny pravice a levice poprvé začaly běžně používat na konci 30. let 20. století během debat o španělské občanské válce.

### Spojené státy americké
Ve Spojených státech se po druhé světové válce sociální konzervativci spojili s pravicovými složkami Republikánské strany, aby získali podporu tradičně demokratických voličů, jako jsou bílí jižané a katolíci. Zvolení Ronalda Reagana prezidentem v roce 1980 upevnilo spojenectví mezi náboženskou pravicí ve Spojených státech a sociálními konzervativci.
V roce 2019 se obyvatelstvo Spojených států přiklánělo ke středopravicovému proudu: 37 % Američanů se samo označilo za konzervativce, zatímco 35 % za umírněné a 24 % za liberály. Pokračoval tak desetiletí trvající trend, kdy se země přikláněla ke středopravici.
Ministerstvo vnitřní bezpečnosti Spojených států definuje pravicový extremismus ve Spojených státech jako „široce rozdělený na skupiny, hnutí a stoupence, kteří jsou orientováni především na nenávist (založenou na nenávisti k určitým náboženským, rasovým nebo etnickým skupinám), a na ty, kteří jsou převážně protivládní, odmítají federální autoritu ve prospěch státní nebo místní autority nebo zcela odmítají vládní autoritu. Mohou sem patřit i skupiny a jednotlivci, kteří se věnují jedinému problému, například odporu k potratům nebo imigraci.“

### Indie
Přestože jsou upřednostňováni bojovníci za svobodu, tendence pravice volit nebo jmenovat politiky a vládní úředníky na základě aristokratických a náboženských vazeb je společná téměř všem státům Indie. Více politických stran se však ztotožňuje s pojmy a názory, které jsou podle politického konsensu pravicové nebo levicové. Některé politické strany, jako například Indická lidová strana, se ztotožňují s konzervativními a nacionalistickými prvky. Některé, jako například Indický národní kongres, zastávají liberální postoje. Komunistická strana Indie, Komunistická strana Indie (marxistická) a další se ztotožňují s levicovými socialistickými a komunistickými koncepcemi. Ostatní politické strany zaujímají odlišné postoje, a proto je nelze jednoznačně zařadit do levicových či pravicových.

### Čína

#### Čínská republika (1912–1949)
Mezi konzervativci Kuomintangu (KMT) za Čínské republiky vytvořili ve 20. letech 20. století stoupenci myšlenky Dai Jitao skupinu Západní kopce.
Čankajšek se zpočátku prohlašoval za „centristu“ v levo-pravém konfliktu KMT, ale po šanghajském masakru se stal stoupencem antikomunistické pravice. Čankajškovství (neboli „Čankajškova myšlenka“) bylo spojeno s konfucianismem, státním kapitalismem, paternalistickým konzervatismem a čínským nacionalismem (který obsahoval fašistické prvky).

#### Čínská lidová republika
Komunistická strana Číny se označuje za marxistickou a oficiálně se nevzdala levicové ideologie, marxismu-leninismu ani socialismu s čínskými rysy. Christer Pursiainen charakterizoval stranu jako pravicovou a poukázal na ideologickou změnu uvnitř strany pod vedením Ťiang Ce-mina v 90. letech 20. století.